# Alfred Haas (Volkskundler)

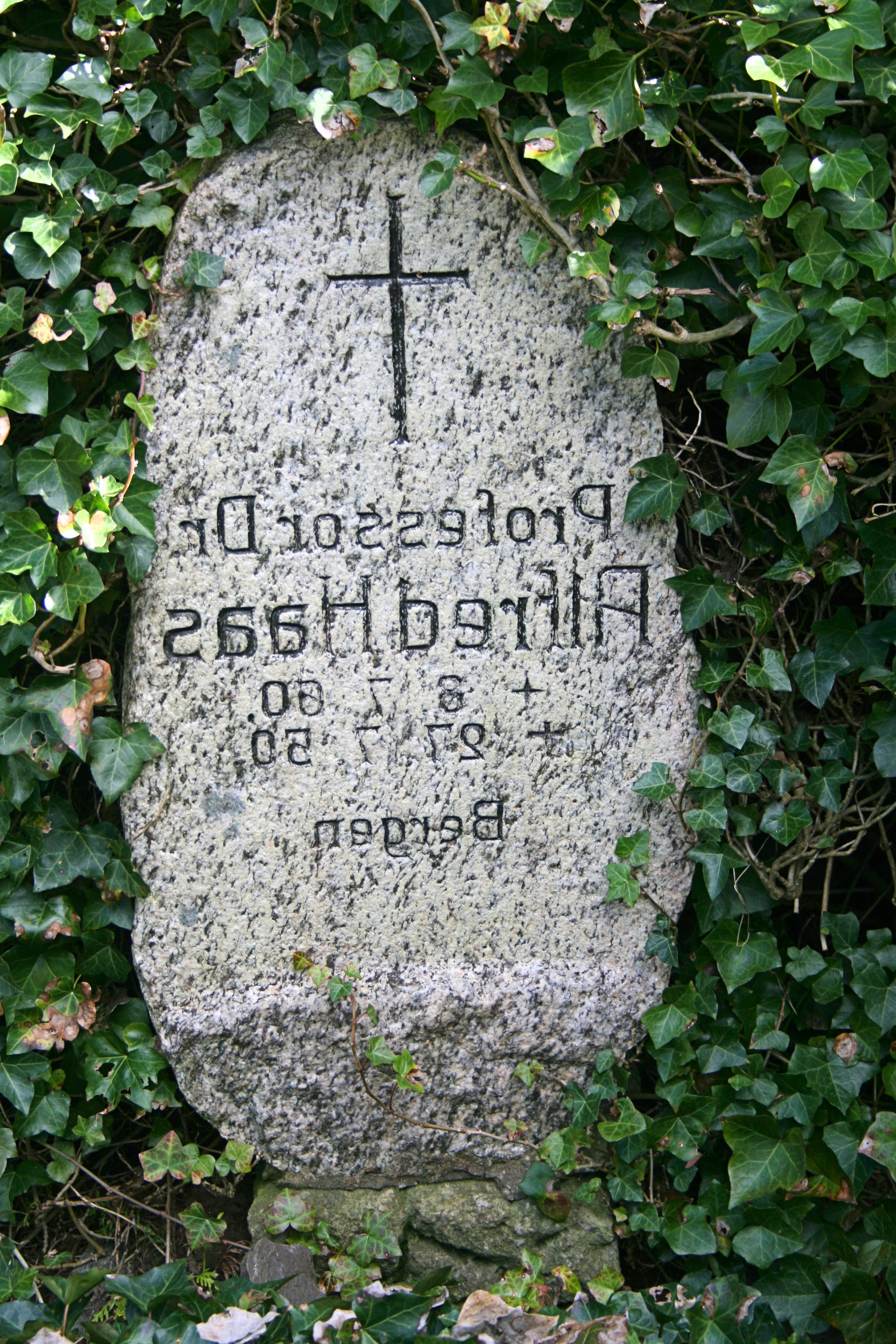
Grabstein für Alfred Haas auf dem Alten Friedhof in Bergen auf Rügen

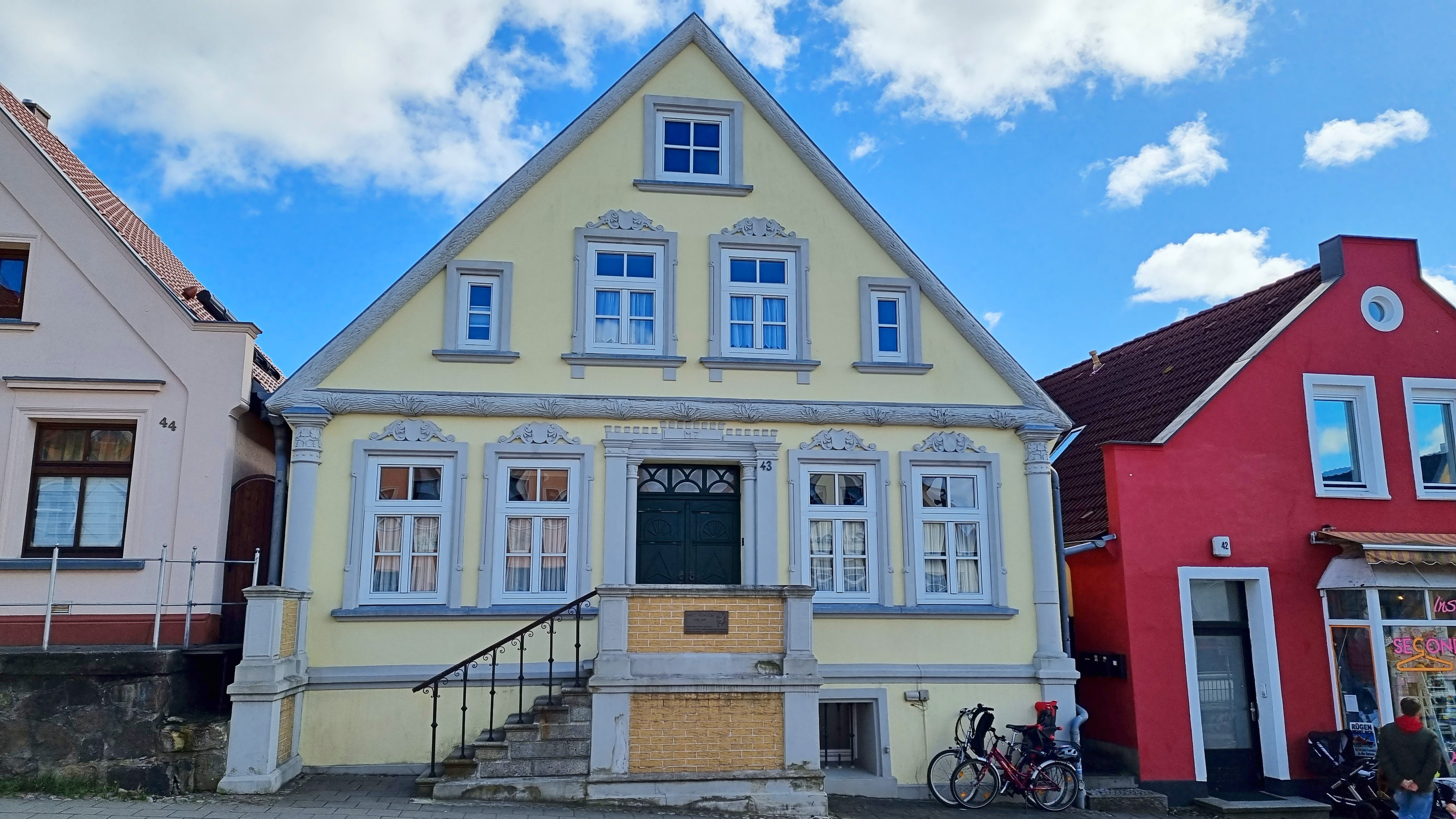
Dammstraße 43 in Bergen auf Rügen – letzte Wohn- und Wirkungsstätte von Alfred Haas

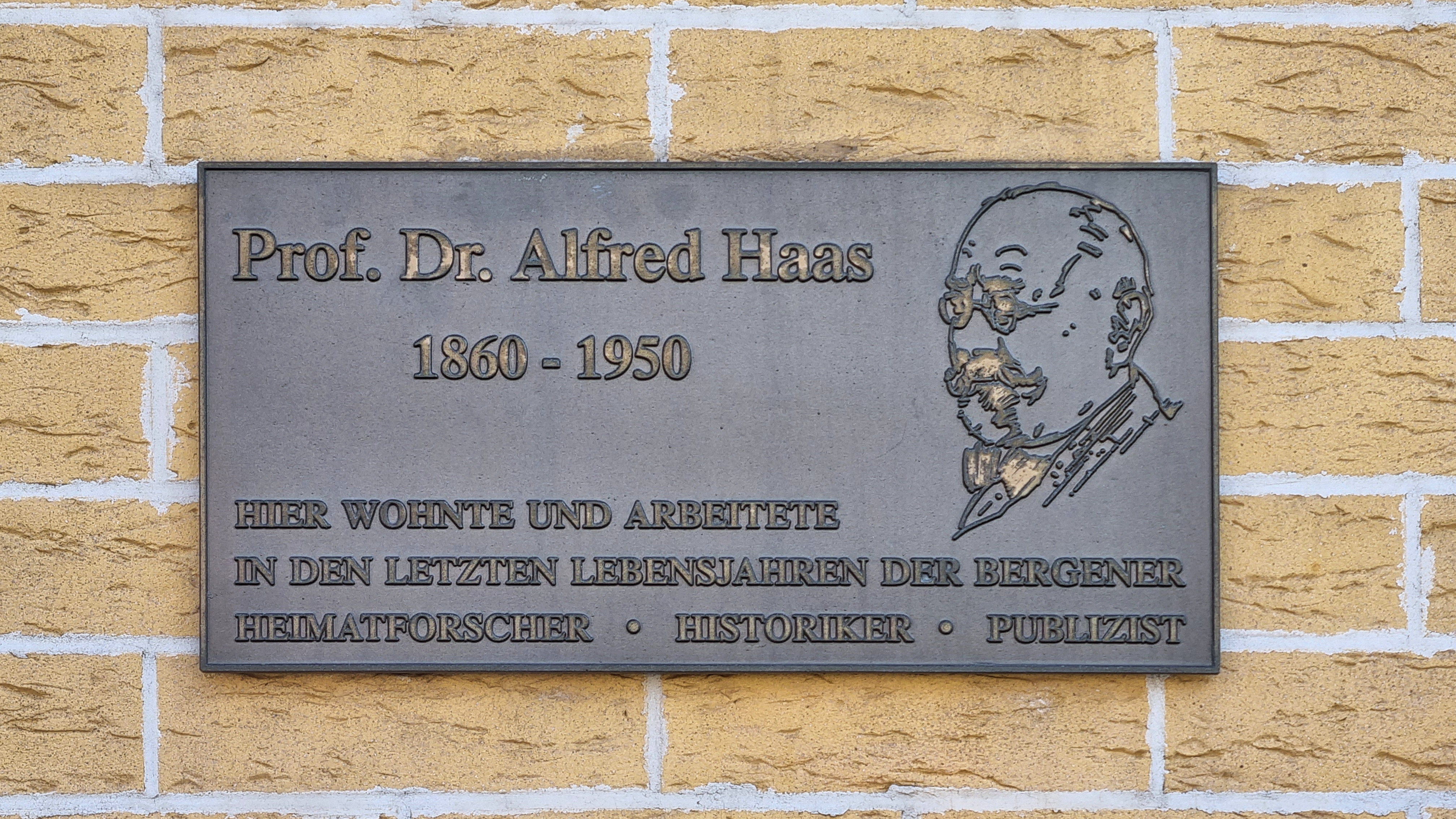
Gedenktafel an der Dammstraße 43

Alfred Haas (* 8. Juli 1860 in Bergen auf Rügen; † 27. Juli 1950 ebenda; vollständiger Name Alfred Moritz Wilhelm Gottlieb Haas) war ein deutscher Historiker, Volkskundler und Gymnasiallehrer. Er gilt als der bedeutendste Sagensammler Vorpommerns.

## Leben und Leistungen
Alfred Haas wurde am 8. Juli 1860 in Bergen auf Rügen als Sohn eines Kreissekretärs geboren. Von 1872 bis 1878 besuchte er das Pädagogium zu Putbus auf Rügen. Anschließend studierte er auf der Universität Greifswald alte Sprachen und Geschichte. 1884 wurde er zum Dr. phil. promoviert, 1885 bestand er das Examen für das höhere Lehramt. Nach Stationen als Lehrer an verschiedenen Schulen in Stettin und seinem Militärdienst als Einjährig-Freiwilliger in Greifswald wurde er 1889 Lehrer am Städtischen Schiller-Realgymnasium in Stettin, wo er bis zu seiner Pensionierung im Jahre 1925 blieb. 1906 erhielt er den Titel eines Gymnasialprofessors.
Haas widmete sich der Geschichte Pommerns, vor allem aber der Volkskunde, besonders als Sammler von Volkssagen.
Er war seit 1885/1886 Mitglied der Gesellschaft für pommersche Geschichte und Altertumskunde, von 1924 bis 1933 als Vorstandsmitglied. Nach der Gründung des Rügisch-Pommerschen Geschichtsvereins wurde er auch dort aktives Mitglied.
Von 1893 bis 1902 gab er, gemeinsam mit Otto Knoop, die Blätter für Pommersche Volkskunde heraus. Es war dies die erste für ein deutsches Land erscheinende volkskundliche Fachzeitschrift. Wegen Absinkens der Abonnentenzahlen und fehlender öffentlicher Unterstützung musste das Erscheinen der Zeitschrift 1902 eingestellt werden.
Haas gilt als der bedeutendste Sagensammler Vorpommerns. Er sammelte sowohl bereits andernorts veröffentlichte Sagen, als auch unmittelbar bei der pommerschen Bevölkerung. Er veröffentlichte umfangreiche Sagensammlungen als Bücher. Seine beiden Bände Rügensche Sagen und Pommersche Sagen erreichten zahlreiche Neuauflagen.
1944 wurde Haas’ Wohnung in Stettin durch einen Bombenangriff zerstört. Er zog zu seinem jüngeren Bruder in seine Geburtsstadt Bergen, wo er am 27. Juli 1950 starb.

## Auszeichnungen
- 1933: Ehrenmitglied der Gesellschaft für pommersche Geschichte und Altertumskunde
- 1949: Erneuerung des Doktor-Diploms durch die Universität Greifswald zum 65. Doktorjubiläum

## Schriften (Auswahl)

### Sagensammlungen
- Rügensche Sagen und Märchen. 1. Auflage: Ludwig Bamberg, Greifswald 1891, urn:nbn:de:gbv:9-g-5275916.
  - 2. Auflage, Joh. Burmeisters Buchhandlung, Stettin 1896, urn:nbn:de:gbv:9-g-5276195.
  - 3. Auflage, Stettin 1903, Digitalisat im Internet Archive.
  - 6. Auflage, Verlag von Arthur Schuster, Stettin 1922, urn:nbn:de:gbv:9-g-5275446.
  - 7. Auflage, Verlag von Arthur Schuster, Stettin 1926, urn:nbn:de:gbv:9-g-5275461.
  - 9. Auflage: Walter Krohß, Bergen (Rügen) 1939, urn:nbn:de:gbv:9-g-5275434.
- Schnurren, Schwänke und Erzählungen von der Insel Rügen. Julius Abel, Greifswald 1899, urn:nbn:de:gbv:9-g-5275975.
- Sagen und Erzählungen von den Inseln Usedom und Wollin. Joh. Burmeister’s Buchhandlung, Stettin 1904, urn:nbn:de:gbv:9-g-5275865.
- Sagen und Erzählungen aus Bergen auf Rügen und seiner Umgebung. Walter Krohß, Bergen auf Rügen 1917, urn:nbn:de:gbv:9-g-5275840.
- Glockensagen im pommerschen Volksmunde. Verlag des Ev. Preßverbandes für Pommern, Stettin 1919, urn:nbn:de:gbv:9-g-5275720.
- Bischof Otto von Bamberg in der pommerschen Volkssage. Verlag des Ev. Preßverbandes für Pommern, Stettin 1922, urn:nbn:de:gbv:9-g-5275859.
- Usedom-Wolliner Sagen. 2. Auflage, Schuster, Stettin 1924, urn:nbn:de:gbv:9-g-5275698.
- Pommersche Sagen. 1. Auflage: Eichblatt, Berlin, 1912; 3. Auflage: Eichblatt, Leipzig 1921, urn:nbn:de:gbv:9-g-5275825; 4. Auflage: Eichblatt, Leipzig 1926, urn:nbn:de:gbv:9-g-5275983.
- Pommersche Wassersagen. Verlag Dr. K. Moninger, Greifswald 1923.
- Buchheidesagen. Saunier, Stettin 1924, urn:nbn:de:gbv:9-g-5276148.
- Burgwälle und Hünengräber der Insel Rügen in der Volkssage. Schuster, Stettin 1925.
- Greifswalder Sagen. Abel, Greifswald 1925.
- Sagen des Kreises Grimmen. Abel, Greifswald 1925.

### Sonstige Schriften
- Die Insel Hiddensee. Stralsund 1896, urn:nbn:de:gbv:9-g-5275881.
- Arkona im Jahre 1168. Verlag von Arthur Schuster, Stettin 1918, 2. Aufl. 1925. (Digitalisat)
- Rügensche Volkskunde. Verlag von Arthur Schuster, Stettin 1920.
- Der Badeort Saßnitz auf Rügen. Sassnitz 1924, urn:nbn:de:gbv:9-g-5276059.
- Die Tiere im pommerschen Sprichwort. Greifswald 1925.
- Die Große Lubinsche Karte von Pommern. Aus Anlaß des Neudrucks der Karte verfaßt. Stettin 1926 (neu abgedruckt in: Eckard Jäger, Roderich Schmidt (Hrsg.): Die Große Lubinsche Karte von Pommern aus dem Jahre 1618. Mit beschreibendem Text von Alfred Haas (1926). Nordostdeutsches Kulturwerk, Lüneburg 1980, ISBN 3-922296-18-1)
- Stubbenkammer, Herthasee und Herthaburg in Geschichte und Sage. 3. Auflage, Verlag von Arthur Schuster, Stettin 1928, urn:nbn:de:gbv:9-g-5276223.
- Geschichte des Hotel zum Ratskeller. Bergen, 1932, urn:nbn:de:gbv:9-g-5275365.
- Rügensche Skizzen. Julius Abel. Greifswald 1898. Neuausgabe im Neisse Verlag, Dresden 2020, ISBN 978-3-86276-297-2.